# 重褶齿猬属
重褶齒蝟（學名Zalambdalestes）是一種胎盤類哺乳動物，生存於上白堊紀的蒙古。牠們是最古老的胎盤哺乳動物之一，可能與恐龍一同生活。
重褶齒蝟像鼩鼱科般有長吻、長牙齒、細小的腦部及很大的眼睛。牠們長約20厘米，頭部只有5厘米長。牠們的前掌強壯，甚至比後掌更甚，但其爪不是相對的，所以牠們並不可能會攀樹。牠們主要吃昆蟲，多是在森林底層捕捉的。

## 下属物种
本属包括以下物种：
- Zalambdalestes grangeri Simpson, 1928
- 重褶齿猬 Zalambdalestes lechei Gregory & Simpson, 1926

## 外部連結
- Zalambdalestidae